# 甘伯
甘伯（Gambo，又译甘博）是指1983年于非洲冈比亚发现的神秘海洋生物尸体。

## 目击
1983年,野生动物爱好者欧文·伯纳姆（Owen Burnham）在冈比亚发现一具神秘生物的尸体，当地村民称这个动物为“海豚”，但欧文认为这是因为两者外表相似的原因。由于欧文发现尸体并未携带相机，他便回程取回相机，但当欧文返回时尸体已遭肢解头部被贩卖，余下部分则被掩埋。有理论认为，甘伯是一只喙鲸的尸体。2006年，神秘动物学组织福庭动物学中心的一支团队来到冈比亚挖掘被掩埋的神秘动物尸体，但未有任何收获。